# Canton de Gap-Sud-Ouest
Le canton de Gap-Sud-Ouest est une ancienne division administrative française située dans le département des Hautes-Alpes et la région Provence-Alpes-Côte d'Azur.

## Représentation

### Conseillers généraux de l'ancien canton deGap(de 1833 à 1973)
| Période                                  | Période | Identité            | Étiquette         | Qualité |
| ---------------------------------------- | ------- | ------------------- | ----------------- | --- |
| 1833                                     | 1848    | Pascal Joseph Faure | Gauche dynastique | Avocat Député (1831-1837, 1848-1851, 1852-1863) Elu également dans le Canton de Tallard, dans le Canton d'Aiguilles et dans le Canton de Saint-Firmin |
| 1848                                     | 1870    | Eugène Blanc        |                   | Docteur-médecin à Gap |
| 1870                                     | 1871    | Clément Duvernois   | Centre droit      | Journaliste Député (1869-1870) |
| 1871                                     | 1883    | Eugène Bontoux      | Union des Droites | Banquier, ingénieur des chemins de fer Député (invalidé) (1877)                                                                                       |
| 1883                                     | 1910    | Frédéric Euzière    | Gauche radicale   | Avocat au barreau de Nice Maire de Gap (1878-1896) Député (1889-1910), Président du Conseil Général                                                   |
| 1910                                     | 1919    | Auguste Tourres     | Républicain       | Maire de Gap (1896-1900), conseiller d'arrondissement                                                                                                 |
| 1919                                     | 1940    | Victor Provansal    | PRS               | Avocat Maire de Gap (1927-1928) |
|                                          |         |                     |                   | |
| 1942                                     | 1945    | Émile Fabre         |                   | Maire de Gap (1940-1944) Nommé conseiller départemental en 1942                                                                                       |
|                                          |         |                     |                   | |
| 1945                                     | 1958    | Robert Bidault      | SFIO              | Directeur de société, maire de Gap (1944-1947) |
| Les données manquantes sont à compléter. |         |                     |                   | |

### Conseillers d'arrondissement du canton de Gap (de 1833 à 1940)
| Période                                  | Période      | Identité                     | Étiquette   | Qualité |
| ---------------------------------------- | ------------ | ---------------------------- | ----------- | --- |
| 1833                                     | 1845         | Joseph Étienne Chaix         |             | Notaire, maire de La Roche                                                                                  |
| 1845                                     | 1848         | M. Rouhaud                   |             | Maire de Gap                                                                                                |
|                                          |              |                              |             | |
| 1883                                     | 1891 (décès) | Léon Faure                   |             | Pharmacien, inspecteur des pharmacies à Gap                                                                 |
| 1891                                     |              | M. Dou                       |             | |
|                                          |              |                              |             | |
| 1907                                     | 1910         | Auguste Tourres              | Républicain | Ancien maire de Gap                                                                                         |
| 1913                                     | 1931         | Joseph Martin                | Rad.        | Négociant en bestiaux à Gap                                                                                 |
| 1931                                     | 1937         | Raoul Merle                  | Rad.        | Adjoint au maire de Gap, Président du Conseil d'arrondissement                                              |
| 1937                                     | 1940         | Raoul Vanderbecq (1902-1944) | PSF         | Vétérinaire Révoqué par le Gouvernement de Vichy                                                            |
| 1940                                     |              |                              |             | Les conseils d'arrondissement ont été suspendus par la loi du 12 octobre 1940 et n'ont jamais été réactivés |
| Les données manquantes sont à compléter. |              |                              |             | |

### Conseillers généraux de l'ancien canton deGap-Ouest(de 1945 à 1982)
| Période | Période | Identité         | Étiquette | Qualité                                                                                           |
| ------- | ------- | ---------------- | --------- | ------------------------------------------------------------------------------------------------- |
| 1945    | 1958    | Robert Bidault   | SFIO      | Directeur de société Maire de Gap (1944-1947)                                                     |
| 1958    | 1964    | Auguste Courbon  | MRP       | Propriétaire à Gap                                                                                |
| 1964    | 1976    | Bernard Givaudan | DVD       | Assureur Maire de Gap (1971-1989)                                                                 |
| 1976    | 1982    | Gaston Julian    | PCF       | Employé aux chemins de fer puis comptable Député (1945-1951 et 1956-1958) Adjoint au Maire de Gap |

## Administration

### Conseillers généraux du canton de Gap-Sud-Ouest (1982 à 2015)
| Période | Période | Identité          | Étiquette      | Qualité |
| ------- | ------- | ----------------- | -------------- | --- |
| 1982    | 1994    | Jean Manavella    | UDF-CDS        | Premier adjoint au Maire de Gap                                                                                    |
| 1994    | 2001    | Daniel Chevallier | PS             | Maître de conférences à l'université Député (1981-1993 et 1997-2002) Ancien conseiller général du Canton de Veynes |
| 2001    | 2008    | Christian Séard   | RPR puis MoDem | Assureur à Gap Vice-Président du Conseil Général                                                                   |
| 2008    | 2015    | Christian Graglia | PS             | Ingénieur retraité à la DCN Toulon Ancien Vice-Président du Conseil Régional                                       |

## Composition
Le canton de Gap-Sud-Ouest se composait d’une fraction de la commune de Gap. Il comptait 10 096 habitants (population municipale) au 1er janvier 2012.
| Nom             | Code Insee | Intercommunalité       | Population (dernière pop. légale)               |
| --------------- | ---------- | ---------------------- | ----------------------------------------------- |
| Gap (chef-lieu) | 05061      | CA Gap-Tallard-Durance | Fraction : 10 096(2012) Commune : 40 225 (2014) |

## Démographie
| 1982 | 1990  | 1999  | 2006  | 2011  | 2012   |
| ---- | ----- | ----- | ----- | ----- | ------ |
| -    | 8 233 | 9 350 | 9 723 | 9 842 | 10 096 |